# Александър Буквич
Александър Й. Буквич (на сръбски: Александар J. Буквић) е политик от Кралство Югославия.

## Биография
Роден е в Скопие на 12 октомври 1878 година в семейството на херцеговеца Йован Буквич и Мария Хаджистевкова Панчева, от виден скопски ктиторски род. Завършва гръцко училище, четири класа в българска гимназия и като стипендиант на султан Абдул Хамид учи в Галатасарайския лицей. След като го завършва се записва в Правния факултет на Белградския университет. От 1901 година работи за Руското консулство в Скопие, а от 1908 година е и дописник на Санктпетербургската телеграфна агенция.
Буквич е активен участник в сръбската пропаганда в Македония. От 1908 година е постоянно избиран за председател на Скопската сръбска община и като такъв в 1912 година по време на Балканската война посреща в Скопие сръбския главнокомандващ Александър Караджорджевич с хляб и сол. Член е на Централния комитет на Сръбската демократическа лига, създадена след Младотурската революция в 1908 година.
След разгрома на Сърбия в Първата световна война, е доброволец в щаба на руската дивизия на Македонския фронт.
След формирането на Кралството на сърби, хървати и словенци, се занимава с търговия в Скопие. На изборите в 1920 година е председател на Скопската община. Занимава се и с новинарство. От 1927 до 1929 година издава в Скопие вестника на турски език „Сади и милет“ (Глас на народа).
На изборите в 1931 година е избран за народен представител от Скопие.